# Anil Ramdas
Anil Jaiprakash Sadaphal Ramdas (Paramaribo, 16 februari 1958 – Loenen aan de Vecht, 16 februari 2012) was een Surinaams-Nederlands schrijver, journalist, columnist, radio- en televisie-presentator en programmamaker.

## Biografie
Ramdas was het derde kind van zijn ouders, radiomaakster Kamla Sukul en onderwijzer Haripersad Ramdas. Hij groeide op in een hindoestaanse gemeenschap in Nickerie en in de hoofdstad Paramaribo. In 1977 vertrok hij naar Amsterdam om sociale geografie te studeren. Tijdens zijn studie verbleef hij onder andere in Bombay en op Curaçao. Op Curaçao verrichtte hij oral history-onderzoek over de invloed van de Rooms-Katholieke Kerk en het bedrijfsleven (Shell) op de man-vrouwverhoudingen. In 1986 studeerde hij cum laude af op een theoretische scriptie over de manier waarop mensen heersende ideologieën verwerken in hun levensverhalen.

### Promotieonderzoek
Vervolgens deed Ramdas onderzoek voor de Universiteit van Amsterdam naar de wijze waarop vluchtverhalen van asielzoekers door de vreemdelingendiensten worden geconstrueerd. De publicatie van zijn eerste bevindingen in 1987 in een onderzoeksrapport van Amnesty International leidde tot een kort geding, aangespannen door het Ministerie van Justitie, dat zich op het standpunt stelde dat de door hem verzamelde gegevens een vertrouwelijk karakter droegen. Het ministerie verloor de zaak, waarna het in hoger beroep 'absolute anonimisering' eiste in het aanstaande proefschrift: geen van de vijfhonderd vluchtverhalen van asielzoekers zou herleid moeten kunnen worden tot de dertien vreemdelingenrechters (leden van de toenmalige Commissie Vreemdelingen). Deze eis werd door het gerechtshof ingewilligd, waarna Ramdas zijn promotieonderzoek vroegtijdig staakte.

### Journalistieke carrière
In 1989 werd hij redacteur van De Groene Amsterdammer en in 1990 en 1991 was hij samen met Stephan Sanders verantwoordelijk voor de tweewekelijkse essay-bijlage, die tot doel had een voor Nederland nieuwe vorm van essayistiek te ontwikkelen, waarin de persoonlijke, de journalistieke en de wetenschappelijke observatie met elkaar werden verbonden.
In 1992 werd Ramdas columnist, essayist en reisverslaggever van NRC Handelsblad. In hetzelfde jaar was hij op 21 juni te gast in het VPRO-televisieprogramma Zomergasten, waarin hij de journalistieke en essayistische methode toelichtte aan de hand van film- en documentairebeelden. In 1993 en 1994 presenteerde hij voor de VPRO In Mijn Vaders Huis, een serie interviews met denkers als Stuart Hall, Kwame Anthony Appiah, Arjun Appadurai, Nawal el Saadawi, Frits Staal, Benedict Anderson, Edward Said. De interviews gingen onder andere over de botsing van culturen en de rol van de wetenschap en de media daarin. De serie werd in twee delen uitgegeven.
Van 1995 tot en met 1997 maakte Ramdas het wekelijkse VPRO-radioprogramma Zilte Stranden, waarin wereldreizigers een uur lang werden geïnterviewd. Van 1998 tot en met 2000 presenteerde hij het NPS-radioprogramma Weldenkende Mensen, gesprekken met (ervarings)deskundigen over actuele kwesties. In 1995 maakte hij voor de VPRO samen met filmer Fred van Dijk een vierdelige documentaire over Suriname, onder de titel Wel de snack maar niet de saus. Een jaar later produceerde hij, ook met Van Dijk, een driedelige documentaire over de 'ontdekking' van Afrika, onder de titel Vraag het aan de maan. Van 1997 tot en met 2000 presenteerde hij samen met Stephan Sanders voor de VPRO het media-programma Het Blauwe Licht, waarin 'close reading' van televisieprogramma's en nieuwsfoto's werd beoefend. In 2005 maakte hij samen met Peter van Ingen voor de VPRO de thema-avond De grote avond van de beschaving.
Van 2000 tot en met 2003 was Ramdas buitenlandcorrespondent voor NRC Handelsblad in India. Terug in Nederland werd hij in 2003 directeur van het debatcentrum De Balie in Amsterdam. Eind 2005 stopte Ramdas bij De Balie, nadat het debatcentrum tijdens zijn directeurschap in de financiële problemen was geraakt. In 2007 vestigde hij zich een jaar lang in Suriname en schreef op grond daarvan Paramaribo: de vrolijkste stad in de jungle (2009) waarin hij het land op kritische wijze beschouwde.
Voor NRC Handelsblad was hij, samen met Maarten Huygen, de De Reizende Commentator van de krant. Verder was Ramdas gastcolumnist van De Groene Amsterdammer en schreef hij een maandelijks essay voor het Vlaams-Nederlands huis - de Buren.
Van september 2010 tot begin 2012 presenteerde hij het opinieprogramma Z.O.Z. dat voor de VPRO werd geproduceerd door het mediabedrijf MTNL. Op 15 februari 2012, een dag voor zijn dood, nam hij zijn laatste aflevering van dit programma op.

### RomanBadal
In 2011 verscheen Ramdas' debuutroman Badal, over een hindoestaans-Surinaamse Nederlander, voorheen succesvol journalist en essayist, wiens carrière en huwelijk voorbij zijn. Hij trekt zich terug en herbeleeft zijn verleden. In een interview met Elsbeth Etty op 29 juli 2011 zei Ramdas dat hij voor de personage Badal gebruik had gemaakt van zijn eigen ervaringen: "Ik volg in de roman de Wikipedia-gegevens van Anil Ramdas, ik gebruik veel van zijn reizen en indrukken, maar ik heb ze verdraaid of uitvergroot".

### Overlijden
Ramdas overleed op zijn 54e verjaardag. Zijn familie verklaarde dat het om een 'zelfverkozen dood' ging.
Astrid Roemer schreef erover "dat je onze Surinaamse Literatuurgeschiedenis opzadelt met een ernstig delict. Onze auteurs en dichters raken extreem verarmd, hopeloos verward soms, slaan weleens op de vlucht voor landgenoten en moederland-Holland, blijven steken in een schrijversblock, maar nog nooit heeft een van ons een moord gepleegd en zeker geen zelfmoord!" 

## Prijs
- 1997 – E. du Perronprijs voor zijn gehele oeuvre.

## Anil Ramdas Essayprijs
De Anil Ramdas Essayprijs is in 2017 ingesteld als prijsvraag door De Groene Amsterdammer, debatcentrum De Balie, uitgeverij De Bezige Bij en nabestaanden en familie van Ramdas. De prijs is 2500 euro groot en het winnende essay wordt in De Groene Amsterdammer gepubliceerd.
De prijs is gewonnen door onder anderen:
- 2017 - Nurnaz Deniz[11] Het thema was identiteit en beschaving, twee kernbegrippen in het journalistieke werk van Ramdas. De jury onder voorzitterschap van Stephan Sanders bestond verder uit Karin Amatmoekrim, Sjoerd de Jong, Sheila Sitalsing en Xandra Schutte.[12]
- 2019 - Münise Yavuz[13] Het thema was Over thuis zijn. Yavuz' essay werd ingezonden zonder titel en gepubliceerd met de titel Als een zomerjas. De jury onder voorzitterschap van Sheila Sitalsing bestond verder uit Karin Amatmoekrim, Nurnaz Deniz, Sjoerd de Jong en Xandra Schutte.[14]
- 2023 - Hamed A. Nadoshan[15] Het thema was In wat voor land leef ik eigenlijk? Anil Ramdas, onmogelijk kosmopoliet. De jury onder voorzitterschap van Pieter Hilhorst bestond verder uit Siema Ramdas, Karin Amatmoekrim, Münise Yavuz, Sjoerd de Jong, Sheila Sitalsing en Xandra Schutte.[16]

## Werken
- 1984 - Leven om te werken, werken om te leven opstellen ter voorbereiding van het onderzoek te Curaçao (zonder publicatie)
- 1985 - De factor arbeid op Curaçao: een analyse in histories perspectief in: Brasia vol. 6 nr. 5
- 1987 - De dans en de dansers: biografiese vertellingen uit Curaçao over voorstellingen van man-vrouw verhoudingen
- 1987 - Goden en marionetten. Een verkenning van ideologie, discours, subjectiviteit afstudeerscriptie (zonder publicatie)
- 1987 - Zekerheid en eenzaamheid in het huishouden; Mannen en vrouwen in de productie en de consumptie onderzoeksverslag (zonder publicatie)
- 1988 - De strijd van de dansers, biografische vertellingen uit Curaçao uitgeverij SUA (verkorte versie herdrukt door Rainbow Pocketboeken / Maarten Muntinga BV, 1994)
- 1988 - Laclau/Mouffe en de Marxisten: een verhouding van liefde en haat. s.n. (geschreven voor het tijdschrift Krisis, zomer 1988)
- 1992 - De papegaai, de stier en de klimmende bougainvillea, essays, De Bezige Bij. Vijfde druk 2000
- 1992 - Tussen de regels: vluchtelingen en detentie met Thomas Spijkerboer, in: NJCM-bulletin; vol. 17, afl. 1, pag. 15-34
- 1993 - In Mijn Vaders Huis, deel 1 Mets
- 1994 - In Mijn Vaders Huis, deel 2 Mets
- 1994 - Het besluit van Mai novelle, De Bezige Bij.
- 1995 - Een Surinaamse Ballade:’wel de snack maar niet de saus’, verslagen en foto’s (van Fred van Dijk) van reizen naar Suriname, De Bezige Bij
- 1996 - De beroepsherinneraar en andere verhalen, essays en verhalen, De Bezige Bij
- 1996 - De kracht van cultuur: onze creatieve verscheidenheid; Commentaren bij het Rapport van de Wereldcommissie voor Cultuur en Ontwikkeling (met anderen) Koninklijk Instituut voor de Tropen
- 2000 - Het geheugen van de stad levensverhalen van migrantenfamilies, in opdracht van Wereldmuseum Rotterdam, uitgeverij Balans
- 2004 - Zonder liefde valt best te leven, correspondentie uit India opstellen over de rol van de journalist in vreemde culturen, De Bezige Bij
- 2005 - Culturele diversiteit en de media, Katholiek Instituut voor Massamedia (KIM), 2005
- 2008 - Weg uit Babylon, verhalen en essays over culturele miscommunicatie, samengesteld door Rachida Azough en Anil Ramdas, uitgeverij Augustus, 2008
- 2009 - Paramaribo: de vrolijkste stad in de jungle De Bezige Bij. Vijfde druk 2010.[17]
- 2011 - Badal De Bezige Bij[18]

## Lezingen
- 1992 - De Balie: Heimwee: bron van weemoed of inspiratie
- 1993 - Den Uyl-lezing: Ethiek als Vitaal Belang: de mislukte relatie van Nederland met Suriname, De Bezige Bij
- 1997 - Socrateslezing: De Nerveuze Samenleving, een beschouwing over multiculturalisme, Rekenschap, tijdschrift voor wetenschap en cultuur
- 1997 - Van der Leeuw-lezing: Amongst the Silent Stones / A Moment in Timelessness, coreferent van Ben Okri[19]
- 1998 - Abel Herzberglezing: Een schijn van waardigheid: de verzonnen levens van migranten, De Rode Hoed
- 2005 - Burgemeester Dales Lezing: Gevestigden en Buitenstaanders: Gevangen in een valstrik[20]
- 2006 - KIM-essay: Lezer is klant noch koning: de paniek in de krantenwereld, Tilburg, Enschede, Nijmegen
- 2007 - Gerard Reteiglezing: Over Lassie en Surinaamse straathonden: de dubbele loyaliteit van allochtone schrijvers, Multiculturele Televisie Nederland (MTNL)
- 2009 - Seva Lezing: Tussen schuldgevoel en verantwoordelijkheid: de giften van migranten aan herkomstlanden

## Werk over Anil Ramdas
| Jaar | Titel | Schrijver/maker        | Genre               | Platform                                                              | Notitie                                                                                              |
| ---- | --- | ---------------------- | ------------------- | --------------------------------------------------------------------- | --- |
| 1997 | Anil Ramdas                                                                                                 | Michiel van Kempen     | Profiel             | Kritisch Lexicon van de Moderne Nederlandstalige Literatuur           | nummer 65, mei 1997, pagina 1-10, A1-A2 en B1-B3                                                     |
| 2012 | De demonen van Anil Ramdas                                                                                  | Michiel van Kempen     | Essay               | De Gids                                                               | jaargang 175 (2012), nummer 8, pagina 27-29                                                          |
| 2012 | I.M. Anil Ramdas                                                                                            | Hassnae Bouazza        | In Memoriam         | Frontaal Naakt                                                        | 17 februari 2012                                                                                     |
| 2012 | In memoriam Anil Ramdas                                                                                     | Mercita Coronel        | In Memoriam         | Joop.nl                                                               | 18 februari 2012                                                                                     |
| 2019 | Anil Ramdas - nooit meer thuis                                                                              | Paul Cohen (regisseur) | Documentaire (film) | NTR, Het uur van de wolf                                              | 3 mei 2019, 58 minuten                                                                               |
| 2021 | De geest van een gekoloniseerde - Over Badal van Anil Ramdas                                                | Cinzia Hooijer         | Essay               | Caraïbisch Uitzicht, de website van de Werkgroep Caraïbische Letteren | 28 mei 2021                                                                                          |
| 2023 | In wat voor land leef ik eigenlijk? : Anil Ramdas, onmogelijk kosmopoliet                                   | Karin Amatmoekrim      | Biografie (boek)    | Prometheus                                                            | handelseditie van het proefschrift waar ze op is gepromoveerd, ISBN 9789044637250, 26 september 2023 |
| 2023 | Anil Ramdas, Identiteit zonder anker - Paramaribo, 16 februari 1958 – Loenen aan de Vecht, 16 februari 2012 | Karin Amatmoekrim      | Profiel             | literatuurgeschiedenis.org                                            | |